# Houssine El Baz
Houssine El Baz  (en chleuh : ⵍⵃⵓⵙⵉⵏ ⵍⴱⴰⵣ Lḥusin Lbaz), né en 1957 à Imintaoute, est un artiste et chanteur marocain d’expression chleuhe.

## Biographie
Houssine El Baz est né en 1957 dans la périphérie d’Imintanoute. Il a commencé sa carrière dans les années 1970. Il a grandement été influencé par Ahmed Bizmawen.